# クロード・フランソワーズ・ド・ロレーヌ
クロード・フランソワーズ・ド・ロレーヌ（Claude Françoise de Lorraine, 1612年10月6日 - 1648年8月2日）は、ロレーヌ公アンリ2世と公妃マルグリット・ド・ゴンザーグの次女で、ロレーヌ公ニコラ2世フランソワの妃。ロレーヌ女公または公妃ニコルの妹。ドイツ語名はクラウディア・フランツィスカ・フォン・ロートリンゲン（Claudia Franziska von Lothringen）。
クロードは1634年2月18日にリュネヴィルで、従兄弟（同年生まれ）にあたるニコラ・フランソワと結婚した。ニコラ・フランソワは同年に、自身の兄でありクロードの姉ニコルの夫でもあるシャルル4世に代わってロレーヌ公位に即いていたが、フランスにロレーヌを占領され、クロードを連れてロレーヌから亡命した。
2人は以下の子供をもうけた。
- フェルディナン・フィリップ（1639年12月29日 - 1659年4月1日） ロレーヌ公世子、バル公。
- シャルル・レオポール（1643年4月3日 - 1690年4月18日） ロレーヌ公シャルル5世。
- アンヌ・エレオノール（1645年5月12日 - 1648年2月28日）
- アンヌ・マリー・テレーズ（1648年7月30日 - 1661年6月17日） ルミルモン修道院長。
- マリー・アンヌ（1648年7月30日 - ?）

クロードはアンヌ・マリーとマリー・アンヌの双子を出産の後、35歳でウィーンにて死去し、ナンシーのサン＝フランソワ＝デ＝コルドリエ教会に葬られた。